# Lundo församling
Lundo församling (finska Liedon seurakunta) är en evangelisk-luthersk församling i Lundo i Finland. Församlingen hör till Åbo ärkestift och Pemar prosteri. Församlingens verksamhet sker i huvudsakligen på finska.
Lundo församling har sitt ursprung i en fornsocken, som under missionstiden på 1100-talet omvandlades till en stamsocken.  Denna uppdelades i slutet av 1100-talet eller i början av 1200-talet i kyrksocknarna Lundo och S:t Karins. Socknen omnämns första gången år 1331.. Senare har Aura församling avskilts från församlingen. År 2015 blev Tarvasjoki församling en kapellförsamling till Lundo församling efter det att Lundo och Tarvasjoki kommuner slogs ihop. Kapellförsamlingen lades ned år 2021 då Aura församling anslöts tillbaka till Lundo församling.
Lundo församling är delad i fyra kyrkoområden: Lundo, Littois, Tarvasjoki och Aura. Församlingen har cirka 18 000 medlemmar (2021). Församlingens huvudkyrka är den medeltida Lundo kyrka.